# Lac Festubert
Lac Festubert är en sjö i Kanada.   Den ligger i regionen Abitibi-Témiscamingue och provinsen Québec, i den sydöstra delen av landet, 280 km norr om huvudstaden Ottawa. Lac Festubert ligger 430 meter över havet. Arean är 2,0 kvadratkilometer. Den sträcker sig 3,1 kilometer i nord-sydlig riktning, och 2,8 kilometer i öst-västlig riktning.
I omgivningarna runt Lac Festubert växer i huvudsak blandskog. Trakten runt Lac Festubert är nära nog obefolkad, med mindre än två invånare per kvadratkilometer.